# Antocha emarginata
Antocha emarginata är en tvåvingeart som beskrevs av Alexander 1938. Antocha emarginata ingår i släktet Antocha och familjen småharkrankar. Inga underarter finns listade i Catalogue of Life.